# Lomo de cerdo acaramelado
El lomo de cerdo acaramelado es un plato típico de la cocina antioqueña.